# مالك بن نبي
مالك بن نبي (1905-1973م) (الموافق لـ1323 هـ-1393 هـ) من أعلام الفكر الإسلامي في القرن العشرين.
يُعدّ المفكر الجزائري مالك بن نبي أحد رُوّاد النهضة الفكرية الإسلامية في القرن العشرين ويُمكن اعتباره امتدَادًا لابن خلدون، ويعد من أكثر المفكرين المعاصرين الذين نبّهوا إلى ضرورة العناية بمشكلات الحضارة.
كانت جهود مالك بن نبي في بناء الفكر الإسلامي الحديث وفي دراسة المشكلات الحضارية عموما متميزة، سواء من حيث المواضيع التي تناولها أو من حيث المناهج التي اعتمدها في ذلك.
وكان بن نبي أول باحث يُحاول أن يُحدّد أبعاد المشكلة، ويحدد العناصر الأساسية في الإصلاح، ويبعد في البحث عن العوارض، وكان كذلك أول من أودع منهجًا مُحدّدا في بحث مشكلة المسلمين على أساس من علم النفس والاجتماع وسنة التاريخ".

## حياته
ولد مالك بن الحاج عمر بن الخضر بن مصطفى بن نبي في 5 ذو القعدة 1323 هـ الموافق لـ فاتح جانفي سنة 1905 م بمدينة قسنطينة شرق الجزائر، وترعرع في أسرة إسلامية محافظة. فكان والده موظفًا بالقضاء الإسلامي حيث حوّل بحكم وظيفته إلى ولاية تبسة حين بدأ مالك بن نبي يتابع دراسته القرآنية، والابتدائية بالمدرسة الفرنسية.
وتخرج سنة 1925م بعد سنوات الدراسة الأربع.
سافر بعدها مع أحد أصدقائه إلى فرنسا حيث كانت له تجربة فاشلة فعاد مجددًا إلى مسقط رأسه. وبعد العودة تبدأ تجارب جديدة في الاهتداء إلى عمل، كان أهمها، عمله في محكمة آفلو حيث وصلها في مارس 1927م، احتك أثناء هذه الفترة بالفئات البسيطة من الشعب فبدأ عقله يتفتح على حالة بلاده. وقد استقال من منصبه القضائي فيما بعد سنة 1928 إثر نزاع مع كاتب فرنسي لدى المحكمة المدنية.
أعاد الكَرّة سنة 1930م بالسفر لفرنسا ولكن هذه كانت رحلة علمية. حاول أولاً الالتحاق بمعهد الدراسات الشرقية، إلا أنه لم يكن يسمح في ذلك الوقت للجزائريين أمثاله بمزاولة مثل هذه الدراسات. فتركت هذه الممارسات تأثيرًا كبيرًا في نفسه. فاضطّر للتعديل في أهدافه وغاياته، فالتحق بمدرسة (اللاسلكي) للتخرج كمساعد مهندس كهربائي، ممّا جعل موضوعه تقنياً خالصاً، أي بطابعه العلمي الصرف، على العكس من المجال القضائي أو السياسي.
انغمس مالك بن نبي في الدراسة وفي الحياة الفكرية، واختار الإقامة في فرنسا وتزوج من فرنسية ثم شرع يؤلف الكتب في قضايا العالم الإسلامي، فأصدر كتابه الظاهرة القرآنية في سنة 1946 ثم شروط النهضة في 1948 باللغة الفرنسية وقد ترجم الكتاب إلى العربية عام 1960 م وقد أضاف مالك بن نبي فصلين إلى النسخة العربية، الذي طرح فيه مفهوم القابلية للاستعمار ووجهة العالم الإسلامي 1954، أما كتابه مشكلة الأفكار في العالم الإسلامي فيعتبر من أهم ما كتب بالعربية في القرن العشرين.
انتقل إلى القاهرة هاربا من فرنسا بعد إعلان الثورة الجزائرية سنة 1954م تاركا وراءه زوجته التي رفضت مرافقته من فرنسا إلى مصر التي لم يعد إليها إلا في 1971
حظي في مصر باحترام كبير، فكتب فكرة الإفريقية الآسيوية 1956. وعُيِّن مستشارا منظمة التعاون الإسلامي منصب سمح له بمواصلة الكتابة الفكرية وإرسال المال ليعول زوجته في فرنسا.
طوّر مالك بن نبي معرفته باللغة العربية حيث راجع كل كتبه المترجمة للغة العربية وشرع بالكتابة بالعربية وإلقاء المحاضرات بالعربية وزار سوريا ولبنان لإلقاء محاضرات هناك
عاد مالك بن نبي في 1963 للجزائر بعد إستقلالها، فعُيِّن سنة 1964 مدير عام للتعليم العالي، فقام بالمتابعة مع إلقاء المحاضرات والتأليف، فصدر له آفاق جزائرية (Perspectives algériennes) وكذلك الجزء الأول من مذكراته.
استقال من منصبه سنة 1967، ليتفرغ كلياً للعمل الفكري الإسلامي والتوجيهي. فساهم بمقالات متتابعة في الصحافة الجزائرية خصوصًا في مجلة "Révolution Africaine" (الثورة الإفريقية) التي شارك فيها إلى سنة 1968 بمقالات في صميم تصوراته حول إشكالات الثقافة والحضارة ومشروع المجتمع، وقد جمعت هذه المقالات كلها في كتاب بعد وفاته.
1968- 1973: أوصى مالك بعض المقربين إليه من الطلبة الذين كانوا يتابعون حلقاته ببيته، خصوصًا الذين كانوا يشتغلون بوزارة الشؤون الدينية والأوقاف، بتنظيم ملتقيات لتوعية الأجيال الصاعدة كما حث على فتح مسجد بالجامعة المركزية، وفي خضم الصراعات الفكرية والمذهبية، ولو كان ذلك بمقدار متر مربع واحد.
طُبعت العديد من الكتب عن حياته وفكره، خاصة من قبل المهتمين بالنهضة والإصلاح، من أهمها: (في صحبة مالك بن نبي) و (مقاربات حول فكر مالك بن نبي) اللذان كتبهما عمر كامل مسقاوي، تلميذه الذي ترجم بعض أعماله إلى العربية، والوصي على نشر كتبه.

## آراء
كان تركيز مالك بن نبي الأساسيّ على المصطلح الذي يسمى «رجال ما بعد الموحدين» 'Post-Almohad Men'. جعل المجتمع الحديث من الرجل أجوف بسبب الافتقار الذي يعاني من خنق للطموح. وقال إنه في القرن التاسع عشر، العلاقات بين الدول استندت إلى قوة الدولة وهي تعتمد على عدد مصانعها ومدافعها والأساطيل والاحتياطيَّات الذهبيَّة. ومع ذلك، فإن القرن العشرين قدم تطورا جديدا تمّ فيه تقدير الأفكار مثل القيم الوطنيَّة والدوليَّة. لم يظهر هذا التطور بشدة في العديد من البلدان الناميَّة، لأن عقدة الدونيَّة خلقت افتتانا مشوه مع معايير القوة التي تستند إلى أشياء مادية. غالبًا ما يشعر المسلمون الذين يعيشون في البلدان النامية بأنهم أدنى من الأشخاص الذين يعيشون في الدول المتقدمة. نتيجة لهذا الدونية، عزز المسلمون هذه المسافة إلى مجال الأشياء. وقاموا بتقييم وضعهم كتراكمة ناتجة عن نقص الأسلحة والطائرات والبنوك. وبالتالي، فإن عقدة الدونية، بناء على الفعالية الاجتماعية كمقياس، ستؤدي إلى التشاؤم على المستوى النفسي.
على المستوى الاجتماعيّ، سيؤدي ذلك إلى ما نطلق عليه في أماكن أخرى تراكم. لتحويل هذا الشعور إلى قوة قياديَّة فعالة، يحتاج المسلمون إلى ان يعزو هذا التخلف إلى مستوى الأفكار، وليس إلى «الأشياء»، لتطوير عالم جديد يعتمد بشكل متزايد على الأفكار وغيرها من المعايير الفكريَّة الأخرى.
في البلدان النامية، التي كانت لا تزال داخل مجال نفوذ البلدان العظمى، لم تعد إيرادات الأسلحة والنفط كافية لإحداث التأثير. لذلك، دخل العالم مرحلة اعتقد أنه يمكن حل معظم مشاكله عن طريق أنظمة معينة من الأفكار. لذلك، فإن العرب والبلدان الإسلاميَّة الأخرى، وخاصة تلك التي لم تمتلك الكثير من القوة الماديَّة، يجب أن يعطوا مزيدا من الوزن لقضيَّة الأفكار. وانتقد في وقت لاحق المجتمع الإسلاميّ بسبب الوقوع في كثير من الأحيان في حالة اعتذاريَّة. يميل المسلمون إلى التنقيب عن الكنوز السابقة بدلا من البحث عن التقدم مع جديدة. وقال إنَّ المسلمين اليوم في حالة من الفوضى.
الدول الإسلامية والمجتمع الإسلامي واقع تحت الإمبرياليَّة الغربيَّة. وهذا حقا ليس بسبب الإسلام، ولكن لأن المسلمين والذين كانوا في الحكم تخلوا عن الفهم الحقيقي لما هي عليه قيم الإسلام. في هذا، أشار بن نبي مرة أخرى، "بعد إذلال مصر في حرب الأيام الستة في يونيو 1967، قد فَهمت الأمة (الأمة الإسلامية) رؤية العالم، وأن المسالة ذات صلة بتجّديد مخزون الأفكار بدلا من الأسلحة والذخيرة. على الرغم من أن النظر إلى ما تمَّ تحقيقه في العصر الذهبي للإسلام لا يزال ذا صلة، فإن ما هو أكثر أهميَّة هو أن نكون قادرين على تقدير القيَّم السياسيَّة وثقافة النماذج والأنظمة المنفذة من قبل الأنبياء السابقين وإعادة تفسير وتطبيق هذه في مجتمعنا المعاصر. إنَّ إثراء المجتمع جزء من ديناميكيَّة الإسلام. أدى استعمار عقول المسلمين نحو حالة من الاضمحلال الأخلاقيّ والنفسيّ. اعتقد أن الشلل الأخلاقيّ أسفر عن الشلل الفكريّ.

## نظرية في التغيير الاجتماعي
وضع مالك بن نبي في كتابه «أسس الحضارة» نظريته في التغيير الاجتماعي. يجادل بأنه يمكننا تقسيم أي حضارة معينة إلى ثلاثة عناصر أساسية: الإنسان والتربة (المادة الخام) والوقت. هذه إذن تُعرف بمعادلة الحضارة التي وضعها بهذه الصيغة البسيطة: الحضارة = الإنسان + التربة + الوقت. يرى بن نبي أن عصر النهضة في أي مجتمع يتطلب توليفة بين هذه العناصر الأساسية الثلاثة. في دراسة العديد من الحضارات عبر التاريخ المكتوب، خلص بن نبي إلى أن كل حضارة تبدأ بنظام أخلاقي يكون له جذوره في العادة في بعض الأسس الدينية. في ضوء نظريته، أوضح كيف فشلت العديد من الحركات الاجتماعية من خلال إغفال أهمية الإصلاح الأخلاقي مع التركيز بشكل أساسي وفي معظم الأحيان على الوسائل العملية.  ومن الأمثلة التي قدمها الثورة الجزائرية في أن المفكرين والقادة الدينيين حولوا انتباههم إلى صناديق الاقتراع التي اعتقدوا خطأً أنها تعمل كعصا سحرية تشفي جميع مشاكلهم الأخلاقية والتفكيرية.  [بحاجة لتوضيح]

## بن نبي في أرشيف أجهزة المخابرات (DST) ومحكمة العدل في شارتر (فرنسا)
بعض الجماعات المعادية لمالك بن نبي شوهت سمعته ووصفته بأنه متعاون نازي، لكن دون تقديم أي دليل على تعاونه مع الألمان خلال الحرب العالمية الثانية. كما اتهمت زوجته بوليت بن نبي من قبل المخابرات الفرنسية (DST) بالعمل لحساب الجستابو درو (فرنسا)، تحت الاسم المستعار «مدام ميل». كان الزوجان موضوعًا للعديد من التحقيقات من قبل مديرية الأمن العام وسُجن في معسكر بيثيفييرز لمدة 18 شهرًا، بين عامي 1944 و 1946.
في كتاب أعلن عنه الناشر الباريسي إيريك بونييه في أكتوبر 2019، أجرى الدكتور زيدان ميريبوت (باحث ومدرس سابق في جامعة لندن) «تحقيقه الخاص لإثبات الحقيقة حول أنشطة أزواج بنابي. خلال الحرب العالمية الثانية»؛ يستند كتابه أساسًا إلى أرشيفات DST ومحكمة العدل الفرنسية (شارتر وأرشيفات باريس)، التي ظلت حتى الآن في سرية تامة. تم تضمين مقتطفات واسعة النطاق من ملفات DST وحكايات محكمة العدل في شارتر لأول مرة في هذا الكتاب، الذي نُشر في مارس 2020. برأ حكم محكمة العدل في شارتر في 6 أبريل 1946 السيد والسيدة بن نبي من كل الشبهات، بعد أن خلص القاضي إلى أن «المتهمين احتجزوا لعدة أشهر بتهم خيالية - لا يمكن الاحتفاظ بأي منها».

## مؤلفاته
تحلَّى مالك ابن نبيّ بثقافة منهجيَّة، استطاع بواسطتها أن يضع يده على أهم قضايا العالم المتخلِّف، فألّف سلسلة كتب تحت عنوان «مشكلات الحضارة» بدأها بباريس ثم تتابعت حلقاتها في مصر فالجزائر، وهي:
- الظاهرة القرآنية 1946.
- شروط النهضة صدر بالفرنسية في 1948م وبالعربية في1957.
- وجهة العالم الإسلامي 1954.
- الفكرة الإفريقية الآسيوية[18] 1956.
- النجدة...الشعب الجزائري يباد 1957.
- فكرة كومنولث إسلامي 1958.
- مشكلة الثقافة 1959.
- الصراع الفكري في البلاد المستعمَرة[19] 1959.
- حديث في البناء الجديد 1960 (ألحق بكتاب تأملات).
- تأملات 1961.
- في مهبِّ المعركة 1962.
- آفاق جزائرية 1964.
- القضايا الكبرى.
- مذكرات شاهد للقرن _الطفل 1965.
- إنتاج المستشرقين 1968.
- الإسلام والديمقراطية 1968.
- مذكرات شاهد للقرن _الطالب 1970.
- معنى المرحلة 1970.
- مشكلة الأفكار في العالم الإسلامي 1970.
- دور المسلم ورسالته في الثلث الأخير من القرن العشرين (محاضرة ألقيت في 1972).
- بين الرشاد والتيه 1972.
- المسلم في عالم الاقتصاد 1972.
- من أجل التغيير.
- ميلاد مجتمع.
- لبيك حج الفقراء

## وفاته

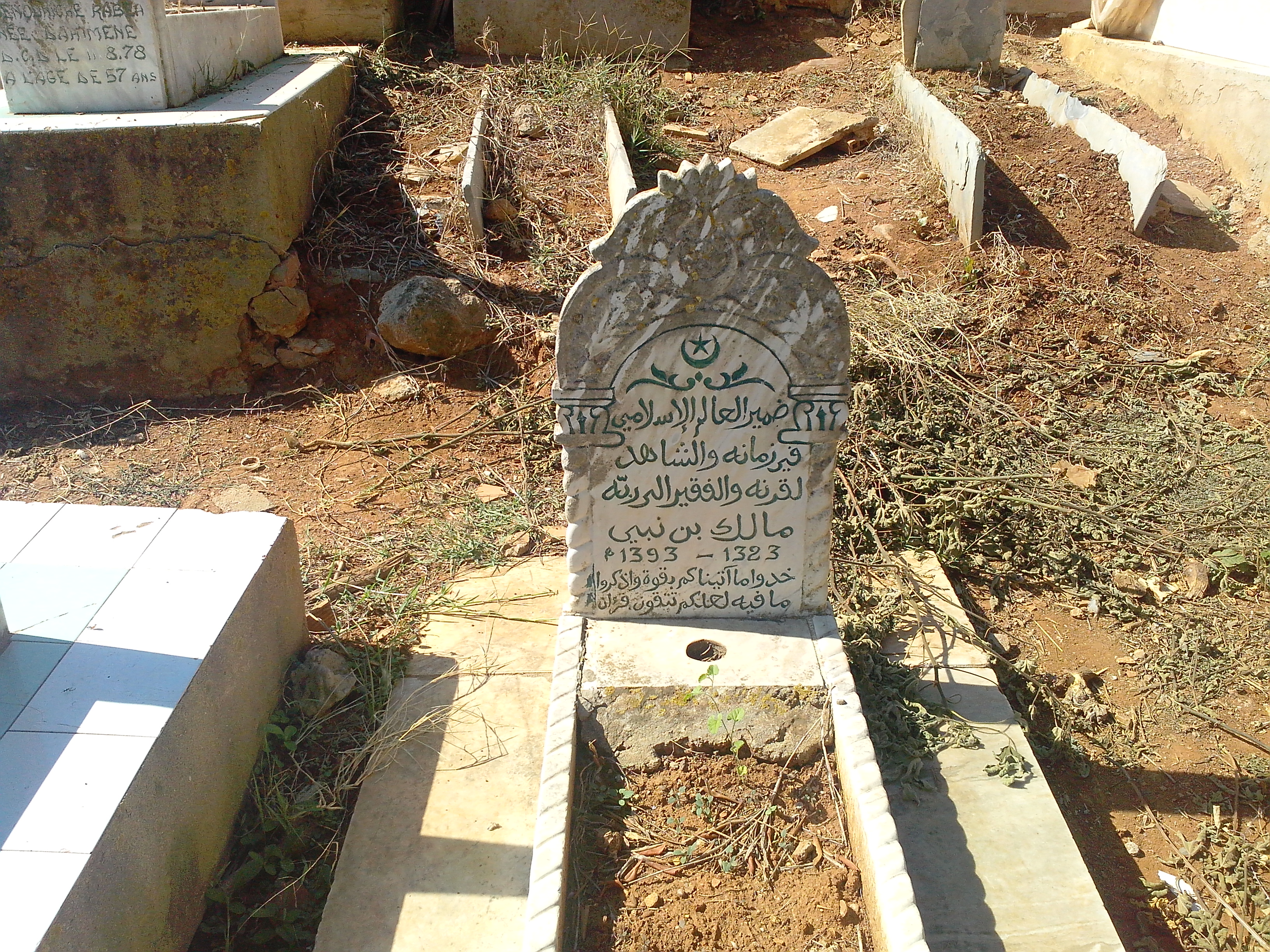
قبر المفكر مالك بن نبي

توفي في الجزائر يوم 31 أكتوبر 1973م الموافق ل 4 شوال 1393 هـ، مُخلِّفا ورائه مجموعة من الأفكار القيمة والمؤلفات النادرة.
وتم دفنه في مقبرة سيدي أمحمد بوقبرين بالجزائر العاصمة.

## وصلات خارجية
- مالك بن نبي على موقع أرشيف الشارخ.
- موقع مالك بن نبي
- موسوعة التاريخ الأفريقي
- حضور الفلسفة الغربية في الفكر العربي المعاصر - مالك بن نبي إنموذجاً - الدكتور محمد الفرحان
- صفحة مالك بن نبي على موقع أبجد
- صفحة اقتباسات مالك بن نبي على موقع أبجد